# Route nationale 419
Pour les articles homonymes, voir Route 419.
La route nationale 419 ou RN 419 était une route nationale française reliant Sarreguemines au Rhin au sud de Fort-Louis. Depuis les déclassements de 1972 elle a été renommée D 919 jusqu'à Haguenau puis RN 63 jusqu'à Rountzenheim, RD 463 dans Rountzenheim, puis RD 468 jusqu'à Rœschwoog et enfin RD 319 de Rœschwoog à Fort-Louis.
Voir le tracé de la RN419 sur GoogleMaps

## De Sarreguemines à l'Allemagne D 919
- Sarreguemines (km 0)
- Siltzheim (km 5)
- Herbitzheim (km 11)
- Oermingen (km 15)
- Vœllerdingen (km 20)
- Domfessel (km 21)
- Lorentzen (km 23)
- Diemeringen (km 24)
- Tieffenbach (km 33)
- Frohmuhl (km 35)
- Wingen-sur-Moder (km 45)
- Wimmenau (km 48)
- Ingwiller (km 54)
- Menchhoffen (km 57)
- Obermodern-Zutzendorf (anciennement Ubermodern) (km 61)
- Pfaffenhoffen (km 66)
- Niedermodern (km 71)
- Schweighouse-sur-Moder (km 76)
- Haguenau N 63 (km 81)
- Soufflenheim (km 95)
- Rountzenheim D 463 (km 98)
- Auenheim D 468 (km 99)

La route faisait un court tronc commun avec la RN 68.
- Rœschwoog D 319 (km 101)
- Fort-Louis (km 104)
- Le Rhin en face de Sollingen (Allemagne). La route ne passait pas le Rhin et ne le passe toujours pas, le tronçon allant du village au Rhin est devenu une voie communale. (km 106)